# Kruszczyk ostropłatkowy
Kruszczyk ostropłatkowy (Epipactis leptochila (Godfery) Godfery) – gatunek byliny z rodziny storczykowatych (Orchidaceae).

## Rozmieszczenie geograficzne
Występuje w Europie. W Polsce jest gatunkiem rzadkim; rośnie na Dolnym Śląsku, w Tatrach i Pieninach.

## Morfologia

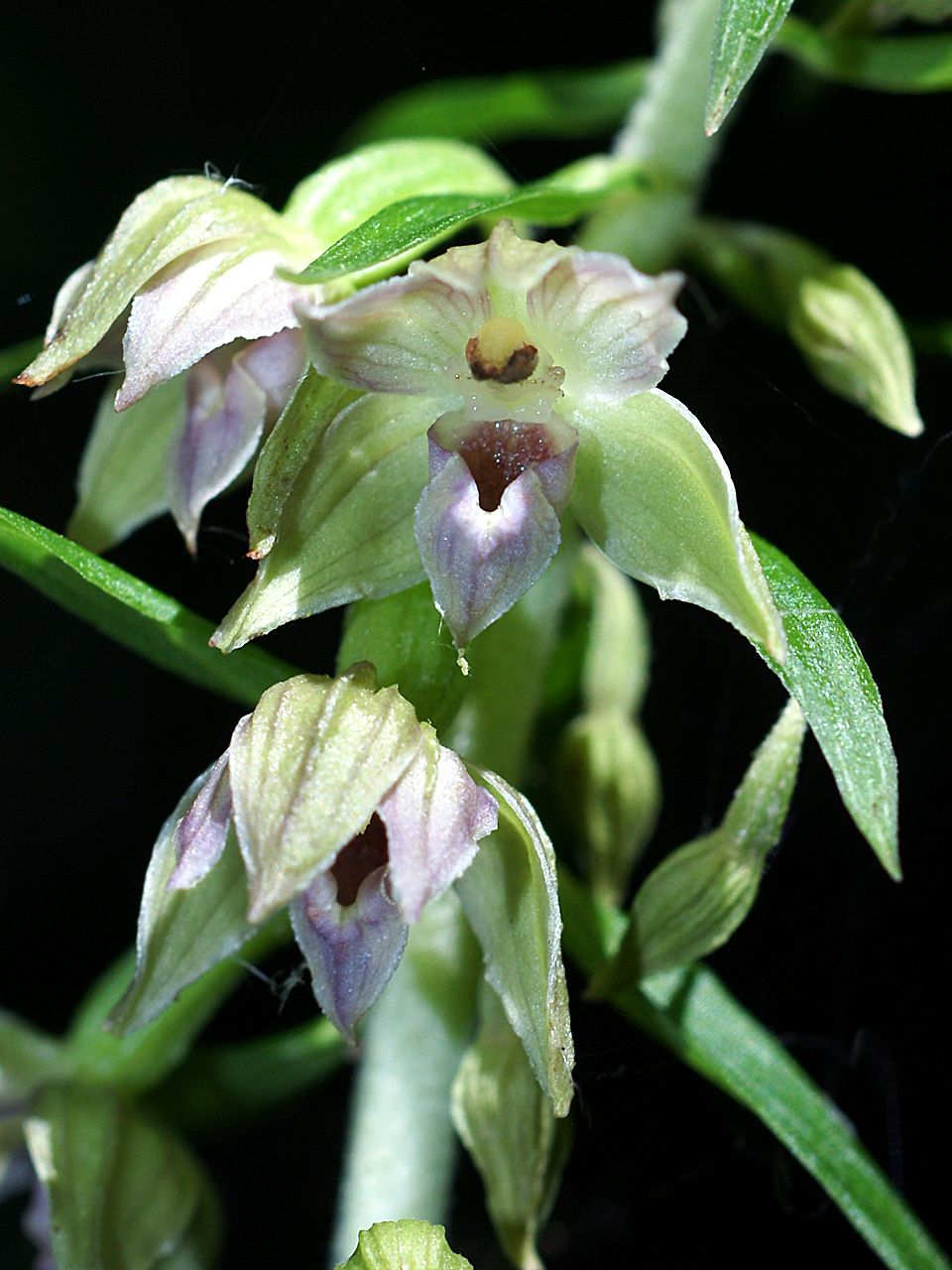
Kwiaty

ŁodygaDo 70 cm wysokości, w górnej części owłosiona.
LiścieJajowatolancetowate lub szerokolancetowate, ostre.
KwiatyDuże, otwarte, zebrane w kwiatostan długości 7–25 cm. Przysadka lancetowata, ostra, zwieszona, długości 2–3 cm. Szypułka skręcona, naga, długości 4–7 mm. Zalążnia naga, długości 6–10 mm. Warżka dwuczłonowa, hypochil i epichil połączone nieruchomo. Hypochil muszelkowaty, zewnątrz bladozielony lub brudnoróżowy, wewnątrz brązowy lub czerwonofioletowy. Epichil sercowaty lub trójkątnopodługowaty, bladozielony lub brudnoróżowy, z 2 guzkami u nasady. Zewnętrzne płatki okwiatu jajowate lub szerokolancetowate, ostre, nagie, brudnozielone lub żółtawe. Wewnętrzne płatki okwiatu jajowatolancetowate, ostre, zielone lub żółtozielone. Prętosłup bladozielony. Pyłkowiny złotożółte.
OwocDo 2 cm długości.

## Biologia i ekologia
Bylina, geofit. Rośnie w cienistych buczynach. Kwitnie w lipcu i sierpniu. 

## Zmienność
Gatunek zróżnicowany na 8 podgatunków:
- Epipactis leptochila subsp. aspromontana (Bartolo, Pulv. & Robatsch) Kreutz - występuje we Włoszech
- Epipactis leptochila subsp. futakii (Mered'a & Potucek) Kreutz - rośnie w Czechach, na Słowacji i Węgrzech
- Epipactis leptochila subsp. komoricensis (Mered'a) Kreutz - występuje w Czechach i na Słowacji
- Epipactis leptochila subsp. leptochila - rośnie w całym zasięgu gatunku
- Epipactis leptochila subsp. maestrazgona (P.Delforge & Gévaudan) Kreutz - występuje w Hiszpanii
- Epipactis leptochila subsp. naousaensis (Robatsch) Kreutz - rośnie w Grecji
- Epipactis leptochila subsp. neglecta Kümpel - występuje w Europie zachodniej, środkowej i południowo-wschodniej
- Epipactis leptochila subsp. provincialis (Aubenas & Robatsch) J.-M.Tison - rośnie we Francji

## Zagrożenia i ochrona
Roślina objęta w Polsce ścisłą ochroną gatunkową. Umieszczona na polskiej czerwonej liście w kategorii DD (stopień zagrożenia nie może być określony).